# Gastón Álvarez
Pour les articles homonymes, voir Álvarez.
Gastón Álvarez, né le 24 mars 2000 à Melo, est un footballeur uruguayen qui évolue au poste de défenseur central à Al-Qadsiah FC.

## Biographie
Né à Melo, dans le département uruguayen du Cerro Largo, le jeune footballeur a notamment joué au Boca Juniors de Melo, arrivant au club de Primera División du Defensor Sporting Club chez les moins de 16 ans,,.

### Carrière en club
Gastón Álvarez fait ses débuts professionnels avec le Defensor SC le 31 mars 2019, étant titularisé pour la défaite 4-2 en championnat contre le Racing Montevideo.
Avec son club formateur il totalisera un total de 33 présences entre 2019 et 2021. Mais à la suite de la relégation du Defensor en Segunda División, Álvarez rejoint leurs rivaux de championnat uruguayen du Boston River en avril 2021.
Victime d'une rupture des ligaments croisés, dans son précédant club, il doit patienter avant de faire ses débuts avec El Boston. Son retour sur le terrain arrive finalement le 27 juin 2021, lors d'un match nul contre Liverpool, où il fait déjà montre d'une solidité défensive retrouvée, s'imposant ensuite comme un des hommes forts de la défense floridense.
A l'hiver 2022, il est prêté au Getafe CF jusqu'en 2023, avec une option d'achat. Pleinement intégré à l'équipe professionnelle sans toutefois faire ses débuts lors de cette fin de saison en Liga. Il s'illustre cependant en match amical à l'été 2022, marquant un doublé contre Preston North End pour une victoire 2-1 qui est la seule des matchs de préparations,.

### Carrière en sélection
Álvarez est international uruguayen en équipes de jeunes, avec les moins de 18 et moins de 20 ans respectivement en 2017 et 2018, prenant ensuite notamment part aux Jeux panaméricains de 2019 avec les moins de 22 ans en juin 2019,.